# Дизартрия
Дизартрията е разстройство на речта. Наблюдава се нарушена артикулация на думите, която се състои в повтаряне на срички, като субектът говори неясно. Дизартрията се наблюдава при органични заболявания на мозъка, като делириум тременс, деменция или прогресивна парализа със сифилистичен произход.